# Ordre d'Orange (1795)
Pour les articles homonymes, voir Ordre d'Orange.
L'ordre d'Orange (anglais : Orange Order) est une société fraternelle protestante, créée en 1795, à Loughgall (Irlande), dans le but de favoriser les objectifs du protestantisme. Bien qu'il soit principalement présent en Irlande du Nord, l’ordre possède également des loges en république d'Irlande, en Écosse, au Canada, aux États-Unis et dans différents pays du Commonwealth. Les activités de l'ordre d'Orange ont plusieurs dimensions, religieuse, politique, culturelle et sociale. Il organise notamment des marches liées à divers événements.

## Histoire

### Formation et premières années

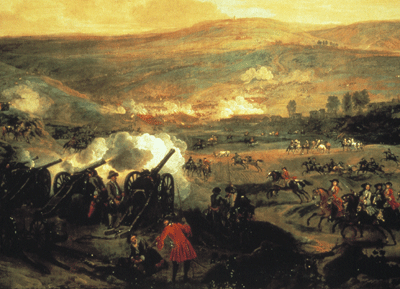
Bataille de la Boyne (16 juillet 1690)

Dès les années 1690, la victoire du roi Guillaume III d'Orange lors de la bataille de la Boyne, est commémorée chaque année, selon la tradition déjà établie dans l'Angleterre élisabéthaine d'intégrer les événements importants dans le calendrier protestant.
Durant les années 1780, des tensions religieuses deviennent préoccupantes dans le comté d'Armagh : le nombre de protestants et de catholiques était équivalent, et ils se trouvaient en concurrence. Des bandes rivales identitaires s’affrontaient lors de batailles et certaines d'entre elles s'organisèrent, créant les « Peep o' Day Boys » protestants et les « Defenders » catholiques. Dès 1790, des conflits à caractère « sectaire » se développèrent dans le comté, gagnant les comtés voisins. Le 21 septembre 1795, une bataille rangée entre les Defenders et les Peep o' Day Boys, qui avaient reçu le soutien des « Bleary Boys », un groupe venant du comté de Tyrone, se tint près de Loughgall, à un carrefour connu sous le nom de « The Diamond », et une trentaine de Defenders catholiques furent tués. Pour fêter leur victoire, les Peep o' Day organisèrent une marche jusqu'à Loughgall (comté d'Armagh), où ils fondèrent l'ordre d'Orange au domicile de James Sloan. Cette association de défense protestante fut organisée en loges, avec comme objet principal de défendre le roi britannique et de ses successeurs, aussi longtemps qu'ils défendraient l'« ascendance protestante en Irlande ». Les membres de cette organisation parallèle prêtaient serment, usaient de mots de passe et de signes de reconnaissance.
Durant les mois qui suivirent la bataille du Diamond, un grand nombre de catholiques du comté d'Armagh, 7 000 environ, s'exilèrent, du fait des menaces qui pesaient sur eux. Lord Gosford, alors gouverneur du comté d'Armagh, exprime son sentiment que les persécutions visent des personnes dont le seul tort est d'être catholiques, que leurs biens sont confisqués et qu'ils sont eux-mêmes bannis : « It is no secret that a persecution is now ragging in this country... the only crime is... profession of the Roman Catholic faith. Lawless banditti have constitued themselves judges... and the sentence they have denounced... is nothing less than a confiscation of all property, and an immediate banishment ».
Le lien entre cet événement, les bandes armées qui pourchassent les catholiques et la naissance de l'orangisme fait l'objet de controverses selon d'autres sources, qui soulignent que les loges orangistes n'existaient pas encore lorsque Lord Gosford s'est exprimé. L'historien Jim Smyth constate pour sa part que si certains ont nié l'existence de liens entre les Peep o' Day Boys et les premiers orangistes, ou en tout cas entre les orangistes et les attaques contre les foyers catholiques d'Armagh durant les mois qui suivirent la bataille du Diamond, ils reconnaissent toutefois les origines populaires du mouvement.
Les trois principaux fondateurs de l'ordre furent James Wilson (également fondateur des Orange Boys), Daniel Winter et James Sloan. La première loge orangiste fut établie près de Dyan (comté de Tyrone) et James Sloan devint le premier grand maître de l'ordre. Les premières marches de l'ordre commémorèrent la bataille de la Boyne, à Portadown, Lurgan et Waringstown, le 12 juillet 1796.

### La rébellion des Irlandais unis
Le 14 octobre 1791, un groupe de protestants libéraux, anglicans et presbytériens, crée, à Belfast, la Société des Irlandais unis, dans l'objectif d'obtenir une réforme du parlement irlandais, l'émancipation des catholiques et la révocation des lois pénales irlandaises. Cette société s'était ensuite rapprochée du Comité catholique, et avait obtenu quelque succès, notamment l'émancipation des catholiques. Lors de la création de l'ordre en 1795, les Irlandais unis étaient déjà devenus un groupe prônant des idées radicales, demandant notamment l'établissement d'une république irlandaise réunissant catholiques, protestants et non-conformistes (Dissenters).
Leur mobilisation croissante incita les autorités à soutenir l'ordre d'Orange, à partir de 1796, dans l'espoir de contrecarrer l'influence des Irlandais unis. Thomas A. Jackson et John Mitchel, deux historiens nationalistes irlandais estiment que le gouvernement tentait ainsi d'entraver le mouvement des Irlandais Unis tout en affirmant qu'il s'agissait seulement d'affirmer l'ascendance protestante. J.Mitchel estime que le gouvernement participa ainsi à la diffusion de rumeurs sur des projets de massacre des protestants, tandis que Richard R. Madden affirme que des efforts étaient faits pour insuffler dans l'esprit des protestants des sentiments de défiance à l'égard de leurs compatriotes catholiques. Thomas Knox, commandant militaire britannique en Ulster écrivit en août 1796 : « As for the Orangemen, we have rather a difficult card to play... We must to a certain degree uphold them […] should critical times occur ».
Les Irlandais unis considéraient les Defenders catholiques comme des alliés potentiels dans leurs revendications, tout en estimant qu'ils étaient des protestataires et « Houghers » ignorants et déshérités, et ils formèrent une coalition avec eux entre 1794 et 1796. Les Irlandais unis lancèrent une rébellion en 1798, et pour la réprimer, le gouvernement enrôla des orangistes, en appui des forces gouvernementales. Durant ces combats, une attaque sectaire lancée par les Defenders catholiques à Scullabogh (comté de Wexford), durant laquelle une centaine de protestants, hommes, femmes et enfants, furent enfermés dans une grange et brûlés vifs, et les sentiments anti-orangistes des responsables du massacre furent mis en évidence, durant les procès qui s'ensuivirent. En partie à cause de ce crime, l'ordre d'Orange connut une croissance rapide, et de nombreux officiers protestants rejoignirent le mouvement.
Les Defenders originaires du centre de l'Ulster, intimidés par l'environnement protestant armé par le gouvernement, n'avaient pas pris part à la rébellion de 1798. Ils furent victimes d'attaques sectaires suffisamment importantes pour que les grands-maîtres de l'ordre d'Orange interviennent pour en réduire l'ampleur et pour indemniser les victimes catholiques. Un des effets de la rébellion des Irlandais unis fut la promulgation de l'Acte d'union de 1800 qui créa le Royaume-Uni de Grande-Bretagne et d'Irlande, en réunissant le parlement irlandais au parlement de Westminster. Alors que de nombreux catholiques soutenaient cet Acte, l'ordre d'Orange y vit une menace contre la constitution protestante et 36 loges du comté d'Armagh et de Monaghan firent des déclarations pour s'y opposer.

### L'interdiction de l'ordre d'Orange
Au début du XIXe siècle, les orangistes furent très impliqués dans un violent conflit qui les opposa à une société secrète catholique, les Ribbonistes (en). Le 25 mai 1816, des orangistes armés menèrent une attaque dans une église catholique de Dumreilly dans comté de Cavan, et, tirèrent sur l'assemblée, causant la mort d'un prêtre et de plusieurs paroissiens. Le gouvernement interdit les sociétés assermentées en Irlande (19 juillet 1823), notamment l'ordre d'Orange, qui dut se dissoudre et se reconstituer. En 1825, une loi interdisait à nouveau certaines associations. Cette mesure concernait principalement l'Association catholique (Catholic Association) de Daniel O'Connell, mais elle obligea une fois encore l'ordre à s'autodissoudre. Le 24 mars 1829, le parlement britannique vota l'acte d'émancipation des catholiques, autorisant notamment les catholiques à siéger comme parlementaires ou à occuper des fonctions administratives dont ils étaient jusque-là exclus. Ils purent ainsi participer à l'élaboration des lois. La perspective que les catholiques irlandais soient en mesure de peser sur les votes au parlement de Westminster augmenta l'inquiétude des orangistes. Le mouvement catholique de O'Connell s'efforçait quant à lui d'obtenir la restauration du parlement irlandais à Dublin, qui aurait été à majorité catholique et aurait mis un terme à l'« ascendance protestante ». À partir de cette période, le mouvement orangiste réapparut sous une forme militante renforcée.
L'ordre fut impliqué en 1836 dans un complot d'Ernest August, duc de Cumberland, très engagé contre l'émancipation des catholiques et grand maître de l'ordre en 1807, qui visait à évincer Victoria de la succession. La Chambre des communes demanda alors au roi George IV la dissolution de l'ordre. L'interdiction fut effective jusqu'en 1845, puis fut réitérée en 1849, après la bataille de Dolly's Brae (comté de Down), entre orangistes et ribbonistes. Les marches et les meetings orangistes furent interdits en Irlande durant plusieurs dizaines d'années, par le Party Processions Act (en), l'interdiction fut levée à la suite d'une campagne de désobéissance menée par William Johnston, de Ballykilbeg.

### Le renouveau dans les années 1880
Le mouvement orangiste était sur le déclin à la fin du  XIXe siècle, mais il connut un renouveau à la fin des années 1880, du fait de l'adhésion des propriétaires terriens à l'Irish National Land League (en), mouvement politique qui soutenait les droits des tenanciers irlandais à disposer des terres qu'ils cultivaient, puis contre le Irish Home Rule movement qui demandait notamment le rétablissement d'un parlement irlandais. L'ordre s'opposa avec virulence à la première proposition de loi déposée dans cette perspective par William Gladstone en 1886, et il soutint, en 1891, la formation de l'Irish Unionist Alliance qui prit par la suite le nom de Parti unioniste d'Ulster (UUP). La crainte qu'un parlement irlandais soit sous influence catholique était particulièrement vive dans les comtés à majorité protestante d'Ulster. La crispation sur ces questions provoqua la création d'un ordre d'Orange dissident, l'Independent Orange Order (en) en 1903. L'origine de ce mouvement dissident remonte à 1901, lorsque Thomas Sloan (en) défia le grand maître de l'ordre de Belfast durant une réunion orangiste à Castlereagh, estimant que celui-ci défendait une position pro-gouvernementale sur un point qui concernait l'interdiction d'une marche orangiste à Rostrevor. Thomas Sloan, qui prit la tête de l'ordre dissident, fut exclu de l'ordre d'Orange historique, après s'être porté avec succès candidat à une élection contre le candidat unioniste officiel de Belfast Sud.

### Rôle dans la partition de l'Irlande en 1921

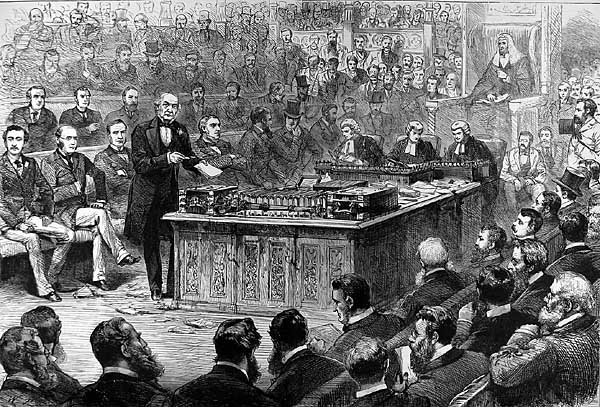
Débat sur le Home Rule au Parlement de Westminster (1886)

En 1912, la troisième proposition de loi concernant le Home Rule fut présentée à la Chambre des communes. L'ordre d'Orange, avec le parti conservateur et les unionistes irlandais, montrèrent une opposition inflexible à la loi. L'ordre participa à l'élaboration de l'Ulster Covenant (ou Ulster's Solemn League and Covenant) le 28 septembre 1912, pétition qui obtint 500 000 signatures. En 1911, un certain nombre d'orangistes commencent à s'armer et à suivre un entraînement militaire. Le Conseil unioniste d'Ulster décide de mettre sous contrôle ces groupes armés, en créant une milice protestante, l'Ulster Volonteer Force, déterminée à s'opposer au Home Rule. L'appartenance aux loges orangistes et à l'UVF se recouvraient partiellement. La crise s'interrompit lors du déclenchement de la Première Guerre mondiale, en août 1914, et la troisième proposition de loi du Home Rule fut suspendue pour la durée de la guerre. De nombreux orangistes combattirent dans la 36e division irlandaise, qui subit de lourdes pertes, notamment dans la bataille de la Somme. La quatrième Home Rule Bill ou Government of Ireland Act 1920 organise la partition de l'Irlande, selon le Traité anglo-irlandais (1921), les six comtés d'Ulster formant l'Irlande du Nord tandis que les 26 comtés formant l'État libre d'Irlande en 1922, puis la république d'Irlande actuelle en 1949. Les termes de l'Acte de 1920 permit aux unionistes d'avoir leur propre assemblée à Stormont, une forme d'auto-gouvernement qui n'exista ni en Écosse, ni au pays de Galles avant les années 1990.

### 1921-1963
Après la partition de l'île, l'ordre d'Orange a occupé une place centrale dans la vie politique d'Irlande du Nord. Jusqu'en 1969, tous les Premiers ministres de la province étaient à la fois orangistes et membres du Parti unioniste d'Ulster (UUP). Seuls trois ministres et un sénateur n'ont pas appartenu à une loge orangiste, et 87 des 95 députés, parmi ceux qui n'ont pas été ministres, étaient orangistes. James Craig, le premier Premier ministre de l'Irlande du Nord, a toujours soutenu que la province était protestante et que l'ordre en était le symbole : « Ours is a Protestant government and I am an Orangeman », exprima-t-il en écho à une phrase d'Eamon De Valera soutenant que l'Irlande était « une nation catholique », ou encore « I have always said that I am an Orangeman first and a politician and a member of Parliament afterwards... All I boast is that we have a Protestant Parliament and a Protestant State ». À son plus haut niveau, en 1965, le mouvement orangiste comptait environ 70 000 membres masculins, soit à peu près un Irlandais sur cinq.

### 1963-1995
Les liens entre politique et orangisme en Irlande du Nord sont étroits et deux anciens Premiers ministres nord-irlandais, James Craig et Basil Brooke, devinrent des hauts dignitaires de l'ordre d'Orange à l'issue de leur mandat politique : James Craig devint grand maître de l'ordre et Basil Brooke fut grand maître du Fermanagh. Cependant, après la partition, les intérêts des élites orangistes et ceux des classes urbaines protestantes ont commencé à diverger. La base du mouvement orangiste a moins fait confiance à la hiérarchie orangiste et au parti unioniste (UUP) que l'ordre soutenait traditionnellement. La décision du gouvernement nord-irlandais en 1953 d'interdire une parade à Dungiven (comté de Londonderry), ville tenue par les nationalistes fut contestée par un groupe d'orangistes de cette ville, qui accusa l'ordre de complicité avec le gouvernement et de faiblesse à l'égard d'une Armée républicaine irlandaise (IRA) sûre d'elle. La base orangiste défendait le droit de marcher, malgré l'opposition de la plupart des protestants locaux. Ce groupe d'orangistes contestataires créa un comité, The Orange & Protestant Committee (O & P) et organisa une réunion à Belfast qui rassembla 1 400 participants. Ce comité demandait notamment une réforme du comité central de l'ordre, perçu comme trop élitiste, et la fin des liens établis entre l'ordre et l'unionisme. Cependant, l'ordre était suffisamment puissant à ce moment-là pour être en mesure de réprimer la rébellion tout en demandant à ses membres de soutenir le gouvernement unioniste dans la perspectives des élections à venir. Ils prêtèrent à l'époque peu d'attention à l'apparition sur la scène religieuse et politique nord-irlandaise du jeune pasteur Ian Paisley. Ce n'est qu'en octobre 1951, lorsque Paisley fonda son Église presbytérienne libre (en) que l'ordre réagit, interdisant l'usage des salles orangistes aux membres d'Églises minoritaires. En 1953, durant cette crise de Dungiven, l'ordre espérait, à tort, que les défis de Paisley retomberaient, alors que celui-ci capitalisait le mécontentement de la base du mouvement à l'égard des élites unionistes et orangistes. Une seconde crise à propos d'une marche orangiste à Dungiven en 1959 raviva le conflit entre la Grand loge et les orangistes rebelles.
Lors du déclenchement des Troubles, en 1969, la Grande Loge de l'ordre d'Orange encouragea ses membres à rejoindre les forces de sécurité d'Irlande du Nord, notamment le Royal Ulster Constabulary (RUC) et le régiment de défense d'Ulster (UDR) de l'armée britannique. Leur engagement fut conséquent : plus de 300 orangistes perdirent la vie durant le conflit, la majorité d'entre eux appartenant aux forces de sécurité. Certains orangistes rejoignirent les milices paramilitaires loyalistes. Pendant le conflit, l'ordre eut une relation difficile avec les groupes loyalistes, le parti démocratique unioniste (DUP) et l'ordre indépendant d'orange.
L'ordre d'Orange s'associe à une initiative protestante qui s'efforce d'éviter que des propriétés ou des maisons appartenant à des protestants soient vendues à des catholiques, en créant un fonds dévolu au rachat de biens fonciers. La première intervention de ce fonds se fait dans le comté frontière de Fermanagh, dont la population est aussi bien catholique que protestante, puis elle est reproduite ailleurs. Cette initiative se double, selon Eric Kaufman, de mesures visant à dissuader les orangistes de céder leurs biens fonciers à des acheteurs catholiques, en les menaçant de les exclure de l'ordre : « Tout membre de l'ordre qui, à l'avenir ou de quelque manière proposera sa ferme ou toute propriété à un catholique romain devrait être expulsé de l'ordre ». Par ailleurs, l'ordre assurait un lien entre la base et les leviers du pouvoir, l'appartenance au mouvement orangiste étant quasiment incontournable pour être élu : entre 1922 et 1972, seuls 11 élus sur les 149 députés unionistes de l'assemblée irlandaise n'étaient pas orangistes, les Premiers ministres étant tous membres de l'ordre durant cette période. Sur le plan local, l'appartenance au parti unioniste et à l'ordre d'Orange se confondait souvent.

## Géographie et structure sociale de l'orangisme
L'engagement dans l'ordre d'Orange était plus important dans les comtés catholiques d'Irlande du Nord. Ainsi, dans le Fermanagh et dans le Tyrone, où la population catholique et protestante était équilibrée, la proportion de protestants membres d'une loge orangiste était trois fois celui des comtés de Down, Antrim ou Belfast, où un peu plus de 10 % des protestants appartenaient à l'ordre en 1971, chiffres qui indique un lien entre la proportion de catholiques dans la population et l'adhésion au mouvement orangiste, plus significatif que d'autres éléments comme le métier, le niveau de vie ou le niveau d'éducation. En ajoutant la variable de mixité religieuse de la population avec une autre paramètre, celle de la proportion de membres de l'Église d'Irlande, par rapport à l'appartenance à d'autres dénominations protestantes, presbytérienne ou méthodiste, et prédit 2/3 de l'adhésion à l'ordre durant la période considérée (1891-1971). Il remarque cependant que si les comtés catholiques comptent davantage de membre de l'ordre d'Orange, il n'y a pas de corrélation entre l'accroissement de la proportion de catholiques dans un comté et la hausse des adhésions à l'ordre durant cette période, et il fait l'hypothèse que l'évolution dans le temps est plus progressive que l'évolution dans l'espace, qui a pu être spectaculaire et soudaine.
De façon récente, l'ordre d'Orange a perdu des membres dans les zones urbaines, alors que les marches loyalistes prenaient plus d'ampleur, celles-ci semblant s'accorder davantage au goût des jeunes protestants urbains pour des parades fréquentes, une plus grande tolérance à l'égard de la consommation d'alcool, les bannières et une musique paramilitaires, au détriment des rituels formels et des assemblées orangistes. Un autre facteur est la présence du DUP, inversement proportionnelle : une forte présence du DUP est accompagné d'un faible engagement dans le mouvement orangiste, alors que ces deux organisations sont connues pour leur identité ultra-protestante, mais l'ordre d'Orange a écarté les pasteurs de l'Église presbytérienne libre liée au DUP jusque dans les années 1950, tout en maintenant des liens institutionnels, tant avec l'UUP alors majoritaire qu'avec les grandes Églises protestantes presbytérienne et anglicanes. Cependant, l'ordre et le parti d'Ian Paisley ont fait cause commune dans l'opposition à David Trimble au moment de l'Accord du Vendredi saint de 1998.

## L'ordre d'Orange: fondements et objectifs
L'ordre revendique une identité culturelle et des racines protestantes, en même temps que des racines ulster-scots, unionistes, ou liées aux « plantations ». La constitution de l'ordre fait uniquement référence à des devoirs religieux et éthiques, l'ordre n'est pas un organisme évangélique comme la Christian Coalition aux États-Unis. Eric Kaufmann propose d'y voir une « association ethnique représentant le peuple protestant d'Ulster », sans liens avec les fondamentalistes religieux. Au Canada et en Australie, l'ordre avait ses racines dans une culture britannique et protestante, communiant dans un nationalisme britannique, qui impliquait un sentiment d'être britannique plutôt qu'anglais, avec une foi protestante et une destinée impériale. En Écosse, en Angleterre et aux États-Unis, l'ordre s'identifiait à une identité ethnique majoritaire. De ce fait, l'orangisme de ces trois pays s'appuyait particulièrement sur les immigrants et leurs descendants originaires d'Ulster (pour l'Écosse et l'Angleterre), et du Canada (pour les États-Unis). Dans les contextes non marqués par des divisions religieuses entre catholiques et protestants, l'Orangisme ne s'est pas implanté. Eric Kaufmann relève également que l'identité ethno-culturelle de l'Orangisme apparaît dans un sondage effectué en 2005, lors d'une convention orangiste qui portait sur l'avenir de l'ordre d'Orange : sur 250 délégués, seuls 3 % avaient fait référence à l'ordre comme une organisation essentiellement religieuse, tandis que 36 % considéraient qu'il s'agissait d'une organisation religieuse avec des caractéristiques culturelles et 14 % qu'aucun de ces caractéristiques n'était prépondérante. Selon lui, c'est la religion qui sert de marqueur démarquant les deux groupes protestant britannique et groupe catholique irlandais. Cette hypothèse renforce la théorie que le conflit nord-irlandais est de nature ethno-nationale, sans invalider celle qui soutient que le discours religieux renforce l'identité protestante d'Ulster. Dans cette hypothèse, la religion permettrait aux protestants d'Ulster de donner à leur histoire un cadre d'élection et de mission divine, dans le prolongement des références nombreuses de l'Ancien Testament à Israël envisagé comme un peuple élu et propose un modèle au nationalisme des protestants d'Ulster.

### L'identité des membres orangistes
L'orangisme est traditionnellement présent chez les ouvriers et les agriculteurs, mais comprend aussi des membres d'autres groupes sociaux. En 1997, 22 % des membres étaient des cols blancs, 40 % étaient des ouvriers, 20 % étaient des agriculteurs et 5-10 % étaient retraités. 20 % des membres avaient moins de 30 ans, et 25 % plus de 60 ans. La proportion de membres des classes moyennes et professionnelles au sommet de la hiérarchie était plus forte en 1900, alors que les dirigeants du mouvement orangiste plus récent appartiennent au même environnement socioprofessionnel que les militants des loges, en même temps qu'un sentiment anti-élite se répandait au sein du mouvement ainsi qu'une sorte de défiance à l'égard des élites.
En 1950, environ un protestant sur cinq d'Ulster participait aux activités d'une loge orangiste, environ un sur dix avait reçu une initiation à un moment donné de sa vie, mais n'était plus membre. En ajoutant les jeunes et les femmes, et en considérant plutôt les familles et les sympathisants, il apparaît que l'orangisme est alors une force culturelle majeure, dont l'influence dépasse celle des seuls membres à jour de leur cotisation.
Cette influence n'est pas homogène, mais variable selon la situation géographique, et la diversité locale est importante. le premier élément de diversité est confessionnel : le comté d'Antrim est presbytérien d'influence écossaise, tandis que celui de Fermanagh est largement lié à l'Église anglicane d'Irlande. En 1991, l'ordre irlandais avait plus de 800 loges orangistes. Certaines régions, essentiellement catholiques, n'en ont pratiquement pas. Bien que la densité orangiste ait décru de façon significative dans les villes, les chiffres au sein de chaque comté restent inchangés. L'orangisme est le plus implanté dans les comtés ouest de la province. La présence de loges orangistes le long de la frontière sud de la province est disproportionnée par rapport à la présence d'une population catholique importante, ce qui démontre que l'orangisme prend bien lorsque les protestants se sentent localement assiégés, mais pas défaits. Or, la population catholique est inégalement répartie, surtout dans la partie ouest de la province d'Irlande du Nord, dans l'ouest de Belfast, et le long de la frontière avec la République d'Irlande. le comté d'Antrim, le nord du comté de Down et le grand Belfast jusqu'à récemment, avait une importante majorité protestante. Ceci explique la puissance de l'ordre dans les régions frontalières, et sa relative faiblesse numérique en république d'Irlande et dans les comtés majoritairement protestants du nord. L'orangisme semble plus faible dans les comtés presbytériens de l'est de la province, alors que le facteur d'une présence importante de catholiques et de membres de l'Église anglicane d'Irlande a tendance à augmenter la densité de présence orangiste, davantage que d'autres facteurs, comme le logement ou le niveau de vie. La mixité religieuse permettant selon l'auteur de prédire environ les trois quarts des variations de présence des orangistes.

### Activités sociales orangistes

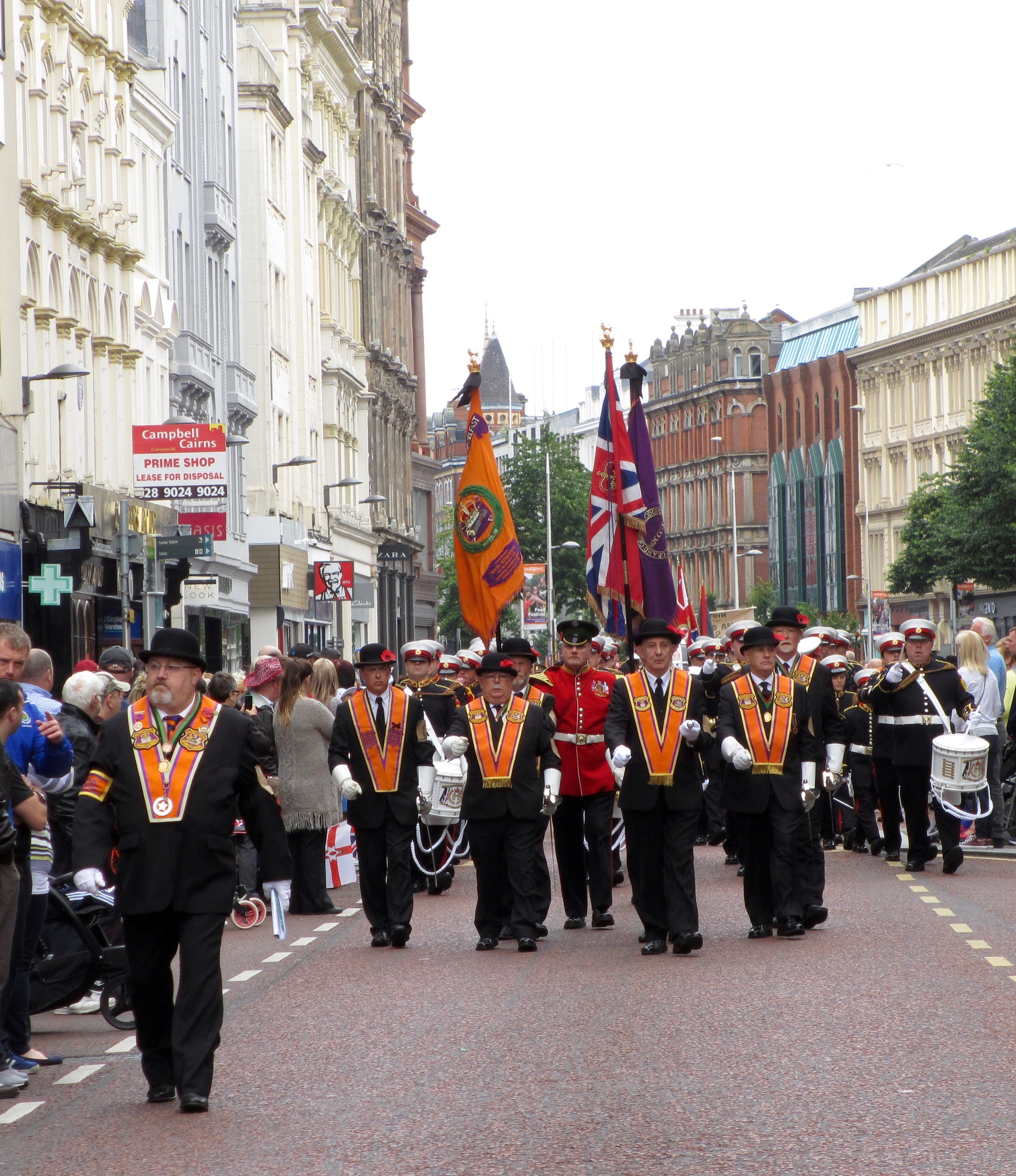
Marche du 12 juillet (Belfast)

L'orangisme est une fraternité et propose un espace de convivialité à ses membres, distinct de celui qu'offrent les églises, abritant les événements sociaux de la communauté. Eric Kaufman remarque que les locaux orangistes sont parfois les principaux lieux d'activités récréatives dans les petites collectivités et il considère que pour de nombreux orangistes, le souvenir de faits liés à l'histoire locale de leur loge, les activités sociales et les marches orangistes a plus de réalité que les aspirations politique ou la théologie du mouvement. Il souligne que l'adhésion orangiste, particulièrement dans les régions rurales, est souvent en continuité avec les liens familiaux plutôt qu'une revendication d'une idéologie orangiste.

### Les activités politiques de l'ordre
L'ordre d'Orange a toujours eu des intérêts particuliers pour la politique. Son implication politique a toutefois évolué au cours du XXe siècle, passant d'une recherche d'influence à l'intérieur d'un système corporatiste, à une action de lobby menée de l'extérieur, dans le cadre d'une société pluraliste. Cela lui donne une certaine indépendance à l'égard de l'État et des partis politiques. Les réunions avec des représentants de l'administration hostiles ont remplacé les rencontres en coulisse avec des politiciens sympathisants. L'ordre doit également prendre en compte l'environnement, et la division de la société nord-irlandaise, entre protestants et catholiques : elle se retrouve en situation de devoir défendre les intérêts particuliers du groupe protestant, en concurrence pour cela avec Ian Paisley et d'autres unionistes plus intransigeants. Cette inflexion du rôle de l'ordre dans le protestantisme nord-irlandais est visible dans le comité de sa grande loge, dont l'évolution a pris en compte les changements du contexte sociopolitique en Irlande du Nord. La Grande loge constitue une sorte de parlement orangiste, qui réunit des délégués régionaux pour discuter et voter l'orientation de la politique orangiste et les lois du mouvement. Cette structure de cent membres se réunissait deux fois par an, puis depuis 2000, quatre fois par an, ce qui posait la question de la gouvernance de l'ordre, entre les sessions, l'organisation étant régie par des comités ad hoc. Après la partition, l'ordre crée en 1922 deux nouveaux comités chargés, pour l'un des relations avec la presse, pour l'autre de suivre les questions parlementaires et les nouvelles lois en lien avec la création de la province d'Irlande du Nord, et pour proposer, le cas échéant, des répliques politiques. D'autres comités sont chargés de l'éducation (1948), des finances, de l'histoire, des affaires religieuses (1988) et des affaires en lien avec la république irlandaise (1998). Le comité le plus important est le comité central, qui fonctionne comme un cabinet gouvernemental. Il est constitué de trois membres de chaque grand-loge des comtés du Nord et de deux membres de loges de la république d'Irlande. Le premier cabinet orange remonte au moins à 1926, il est constitué du grand-maître, qui assure la présidence, assisté d'un Grand Secretary et d'autres membres importants de l'ordre. C'est là que s'élaborent la politique de l'ordre, les initiatives importantes, les déclarations à la presse, et les décisions concernant les affaires orangistes entre les sessions.

#### Les «traditionalistes» et les «rebelles»
On retrouve dans l'organisation orangiste deux tendances, « traditionaliste » et « rebelle », qui correspondent au clivage entre les Ulster-Britanniques, d'origine anglo-irlandaise et rattachés à l'Église d'Irlande, et les Ulster-Loyalistes, presbytériens et méthodistes aux racines écosso-irlandaises. Les Églises subissent le même clivage, l'Église instituée d'Irlande est plus en phase avec la tradition, tandis que les presbytériens et les méthodistes ont une tradition non-conformiste et «dissenter», avec une histoire conflictuelle avec l'élite ango-irlandaise en ce qui concerne la liberté de culte, et beaucoup soutinrent des mouvements comme les Irlandais unis, puis le mouvement travailliste d'Ulster. La tradition libérale Ulster-britannique est minoritaire tant dans le mouvement orangiste qu'auprès des unionistes, mais il existe différentes tendances dans les rangs de la majorité Ulster-loyaliste.

#### L'ordre auXXIesiècle
L'ordre est régulièrement évoqué en lien avec les négociations autour de marches controversées, et notamment la confrontation de Drumcree, provoquée par la marche qui emprunte la Garvaghy road, dans un quartier nationaliste de Portadown). Mais l'ordre est surtout confronté à la diminution inquiétante du nombre de ses adhérents.

##### Les confrontations de Drumcree
L'itinéraire emprunté par des marches orangistes qui se déroulaient chaque année le dimanche précédant le 12 juillet à Portadown a été source de conflits et de violences importantes depuis les années 1970 jusqu'au début du XXIe siècle. La marche pour rejoindre l'église de Drumcree, située sur une colline au nord de Portadown, passait par Obins Street → Corcrain Road → Dungannon Road → Drumcree Road et enfin Garvaghy Road puis, au retour, traversait un quartier dans lequel l'habitat est marqué par une forte ségrégation communautaire : alors que la ville dans son ensemble est largement protestante, la population d'Obins Street et Garvaghy Road est essentiellement catholique.
L'enjeu était important pour l'ordre d'Orange : Portadown est connue comme la « citadelle orangiste », du fait de son lien ancien avec l'ordre, elle est située près du site de naissance de l'orangisme, Dungannon-Diamond ; le district orangiste de Portadown, créé onze mois après la bataille historique du Diamond, est l'un des plus anciens d'Irlande et comptait, lors de son inscription à l'ordre, 22 loges et 2 500 membres. L'appartenance contemporaine orangiste à Portadown est légèrement inférieure à la moyenne d'Irlande du Nord, avec environ 10 % d'adhérents, dont un tiers participe aux réunions de la loge de Portadown, tandis que 40 % appartiennent aux loges du territoire rural environnant, ce qui donne une proportion de membres de l'ordre élevée par rapport aux autres grandes villes d'Irlande du Nord. Le nombre des membres de l'ordre est très fluctuant, depuis le début des événements liés à Drumcree, avec notamment une baisse sensible des adhérents entre 1997 et 2004, avec un effet corollaire qui était un engagement des membres plus souvent motivé par des raisons politiques qu'ailleurs dans la province d'Irlande du Nord.
La crise de Drumcree commence en 1972, au moment du début des « Troubles », avec une demande du conseil des résidents soutenu par l'IRA, pour que la marche n'emprunte pas la route qui traversait le quartier d'Obis Street et Gavarghy Road . Les menaces en retour de l'UDA, milice paramilitaire loyaliste permirent à la marche de garder son itinéraire, mais ce fut au prix d'une montée de la violence inter-communautaire et d'un certain nombre de meurtres. De 1972 à 1985, les marches du 12 juillet s'accompagnèrent de tensions et de poussées de violence, sans qu'elles se trouvent empêchées de traverser les quartiers nationalistes. Cependant, en 1985, le chef de la RUC tenta, avec l'appui du gouvernement britannique, de limiter ou de dérouter une cinquantaine de marches problématiques, sur les 2 000 existantes. L'escalade de la violence est consécutive à l'interdiction d'une marche catholique pour la fête de la Saint-Patrick, suivie d'une interdiction pour les Orangistes d'emprunter leur itinéraire qui traversait le tunnel, le 12 juillet 1985. Cette interdiction, qui se situe dans le contexte unioniste marqué par l'accord anglo-irlandais (15 novembre 1985), provoqua une mobilisation unioniste au-delà du cas particulier de Drumcree, ceux-ci y voyant dans le déroutage de la marche « le premier pas vers une Irlande unie » à laquelle ils sont opposés. 
Dans ce contexte, l'ordre d'Orange du comté d'Armagh choisit de soutenir les prétentions de la loge orangiste de Portadown, et finalement, la marche est autorisée, sous haute protection policière, malgré un certain nombre de réserves exprimées par des voix modérées qui indiquent des dissensions au sein de la communauté loyaliste, ainsi qu'entre Portadown et la hiérarchie de l'ordre d'Orange. Par ailleurs, l'ordre, alerté par des questions liées à l'alcool et au hooliganisme, imposa une charte pour tenter de réglementer la participation des orchestres aux marches, soucieux d'encadrer le contenu des chants, la musique, l'habillement et les insignes loyalistes des musiciens. Les choses changèrent en 1987, lorsqu'un texte officiel exige une déclaration préalable d'intention de défiler, au moins sept jours avant la marche. La notion de « tradition » en ce qui concerne l'autorisation de marcher est supprimée. Les « Acts intended or likely to stir up hatred or arouse fear » en référence à l'Irlande du Nord sont explicitement évoqués dans la partie III du texte : les mots “fear” (peur) and “hatred” (haine) sont définis, et les types d'infractions sont détaillées : elles concernent notamment le vocabulaire utilisé, la distribution de documentation écrite, la diffusion de musique, d'émission de radio ou de télévision. Aussi, à partir de 1986, les marches orangistes dans Obins Street furent définitivement interdites. L'ordre d'Orange accepta cette décision dans laquelle il vit une garantie du passage dans Garvaghy Road, ce qui fut le cas de 1987 à 1994. Cependant, dès 1995, ce passage fut lui-même contesté, dans le cadre d'une remise en cause élargie à d'autres marches dans trois secteurs nationalistes emblématiques, le Lower Ormeau Road (Belfast), Bogside (Derry) et Garvaghy Road, du fait d'une nouvelle stratégie du Sinn Fein et de l'IRA, tandis que la nouvelle association de résidents, la Garvaghy Road Residents Association (GRA) coordonnait la résistance. 
En juillet 1995, la marche orangiste, d'abord autorisée, puis interdite, se déroula finalement, en présence de David Trimble et de Ian Paisley, semblant marquer une victoire de l'ordre. Cependant, le développement d'une association dissidente, « The Spirit of Drumcree » (SOD), après les événements de juillet, indique une radicalisation d'une partie des membres de l'ordre, dont les revendications étaient proches de celles de l'« Orange & Protestant Commitee » (O & P) de 1954 : l'expression du sentiment que l'ordre n'était pas disposé à garder une ligne dure en ce qui concernait la modification des itinéraires des marches, une défiance à l'égard du comité central et de la Grande Loge d'Orange, la réaffirmation du refus de dialoguer avec l'association de résidents ou le Sinn Féin, et enfin, une demande que soit mis fin aux liens privilégiés avec l'UUP. Le SOD prône la légitimité d'un recours à la violence pour obtenir ses objectifs. Contrairement à ce qui s'était passé avec le O & P en 1954, l'ordre d'Orange échoua à réduire le SOD, mais celui-ci n'obtint pas le succès qui lui aurait permis de présenter une alternative institutionnelle à l'ordre.
En 1996, la marche orangiste du 7 juillet est d'abord interdite par la police, mais celle-ci, qui a sous-estimé la détermination et la présence de milliers d'orangistes déterminés à passer outre l'interdiction, craint un « Bloody Sunday protestant » et des morts, et prend la décision d'autoriser la marche, pour des questions de maintien de l'ordre, mais sans doute aussi pour conforter la position politique de David Trimble, présent à Drumcree et qui est considéré par Londres comme un interlocuteur à soutenir. Cependant, Eric Kaufmann souligne que ce qui apparaît comme une victoire orangiste scelle la défaite de l'ordre sur un plan international, aussi bien à Londres que dans le reste du monde, l'ordre étant, selon lui, une fois de plus associé à la violence et l'intimidation sectaires. En 1997, la marche de Drumcree III est à nouveau autorisée, malgré les tergiversations de la police et de la Secrétaire d'État pour l'Irlande du Nord, Mo Mowlam. L'ordre d'Orange s'aligne sur les décisions locales de loges orangistes de coopération avec la police pour la coordination des modifications d'itinéraires dans quatre secteurs clés. Les Orangistes de Portadown quant à eux, mis sous pression par les milices loyalistes, refusent tout compromis concernant la route traditionnelle de la parade.
Le pic de la crise survient en 1998 : alors que l'accord du Vendredi saint a été signé, le gouvernement britannique est moins enclin à faire des concessions en faveur des unionistes, et la Commission des parades d'Irlande du Nord (en) refuse d'autoriser la marche de Drumcree. La police déploie un dispositif complet, avec des fossés de 4 m, des barbelés et des caméras de vidéosurveillance. malgré ces précautions, la police subit plus de 500 attaques, tandis qu'environ 2 500 incidents se produisent dans le reste du comté d'Armagh. Le jet d'un cocktail molotov sur la maison d'une famille catholique, les Quinn, tue les trois garçons endormis à l'étage. Cet événement dramatique suscita un appel à l'annulation de la marche de Drumcree. Les deux responsables du SOD, Joel Patton et Walter Millar, sont expulsés de l'ordre, d'abord par le secteur orangiste de Pomeroy, puis en appel par les autorités orangistes du comté de Tyrone, par un vote de 52 voix contre 12. L'ordre d'Orange sort victorieux de sa lutte interne pour contrôler l'aile intransigeante et le SOD, mais il s'agit d'une victoire à la Pyrrhus ; l'IRA a signé un cessez-le-feu en 1994, le gouvernement britannique a obtenu une majorité en faveur de la paix, avec la signature des accords de Belfast par l'UUP, le SDLP et le Sinn Féin, a moins que jamais besoin de ménager l'ordre, qui se retrouve isolé à l'extérieur, privé de l'appui des modérés qui adhèrent aux accords dans lesquels ils voient la possibilité de paix et de sécurité politique pour l'Irlande du Nord. L'UUP lui-même prouve son non-sectarisme en coupant ses liens institutionnels avec l'Orangisme.

##### La perte d'adhérents
Depuis 1965, l'ordre a perdu un tiers de ses membres, principalement à Belfast et Londonderry. L'influence politique de l'ordre a diminué lorsque Londres a mis en œuvre une gestion gouvernementale directe, à partir de 1973 et de la période des Troubles. En 2012, le nombre de membres en Irlande du Nord était estimé à 34 000.
Les événements liés au conflit de Drumcree ont entraîné le départ d'un certain nombre d'adhérents. Un certain nombre de ces anciens membres se sont contentés d'arrêter de cotiser et ont donc été radiés, tandis que d'autres ont explicitement résilié leur adhésion et l'ont motivée. Entre 2000 et 2002, environ 1 200 Orangistes ont officiellement quitté le mouvement, soit 1 % de perte d'adhérents par an. Seul un petit nombre de démissionnaires ont indiqué par écrit les motifs de leur départ. Certains les relient directement aux incidents de Drumcree qui ont opposé des militants protestants à la police, et refusent de soutenir ces militants. D'autres au contraire incriminent David Trimble et l'Accord du Vendredi saint, estimant que la modération de l'UUP a influencé l'ordre. Un certain nombre de démissionnaires invoquent également des raisons personnelles, mais au total, ce sont surtout les membres des classes moyennes ainsi que les personnalités politiques qui font défaut à l'ordre, qui devient presque uniquement une organisation des classes populaires urbaines. D'autres raisons peuvent agir localement, ainsi, à Londonderry, l'ordre semble avoir perdu des membres après les « Troubles ». À Belfast, l'ordre semble ne pas pouvoir compenser le nombre des départs par de nouvelles adhésions. Cela est vrai également hors de l'Irlande du Nord, notamment au Canada, qui comptait 10 000 orangistes en 1920, et qui n'en a plus que 5 000 environ. La baisse de fréquentation des églises ou l'augmentation du refus d'indiquer une appartenance confessionnelle lors des recensements en Irlande du Nord peuvent être rapprochées de la baisse de l'engagement orangiste. La fréquentation d'autres organisations à but social dans les différents pays où l'ordre est présent doit être également considérée, notamment en ce qui concerne la durée de l'engagement des membres qui est en diminution, mais sans perdre de vue que le déclin est plus important pour l'ordre d'Orange que pour d'autres associations, notamment maçonniques, dans les pays anglo-saxons. Une certaine mobilité géographique permise par le développement des transports est également un facteur de désengagement.
Cette baisse inquiète l'ordre, qui y voit un signe de déclin. Alors que certains souhaitent retrouver l'esprit de la « bataille du Diamond », pour éviter « une mort lente et indigne », les modérés estime que le militantisme extrême qui imprègne désormais l'ordre a contribué à écarter certains de ses membres, notamment les membres modérés et ceux qui appartenaient à la classe moyenne, dont le départ n'est pas compensé par l'enrôlement de nouveaux orangistes militants.

## Critères de recrutement
Les engagements attendus de la part du candidat sont les suivants :
- il doit appartenir à la religion protestante ;
- il s'engage à « défendre la religion protestante », « sa doctrine et ses préceptes », et à « s'opposer énergiquement aux erreurs et doctrines de l'Église romaine ». Il doit également s'engager à s'abstenir de soutenir, par sa participation ou d'une autre manière, les actes ou cérémonies religieuses catholiques et à « résister à l'influence » de l'Église catholique ;
- Enfin, il doit témoigner de sa foi en respectant le repos dominical et en participant au service religieux de son église, il doit dispenser les préceptes de sa religion dans sa maisonnée et auprès de sa progéniture, et attester par sa conduite de la gloire de Dieu, notamment par son honnêteté et sa tempérance[31].

Un ordre pour les femmes, l'Association of Loyal Orangewomen of Ireland, est créé en 1912.

### Les célébrations du 12 juillet

#### Les arcs orangistes

Arcs et bannières orangistes
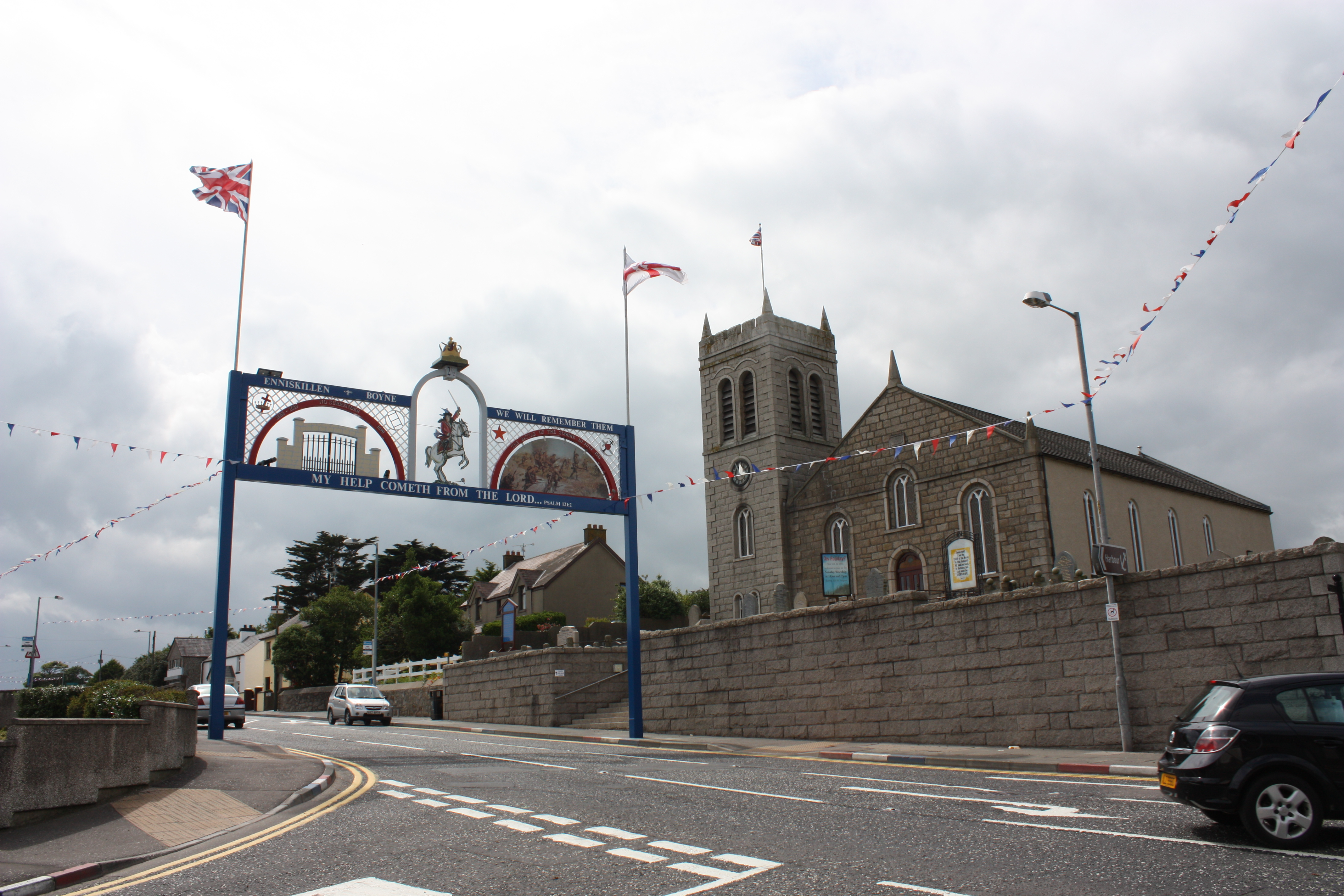
Arc et église presbytérienne à Annalong, comté de Down.
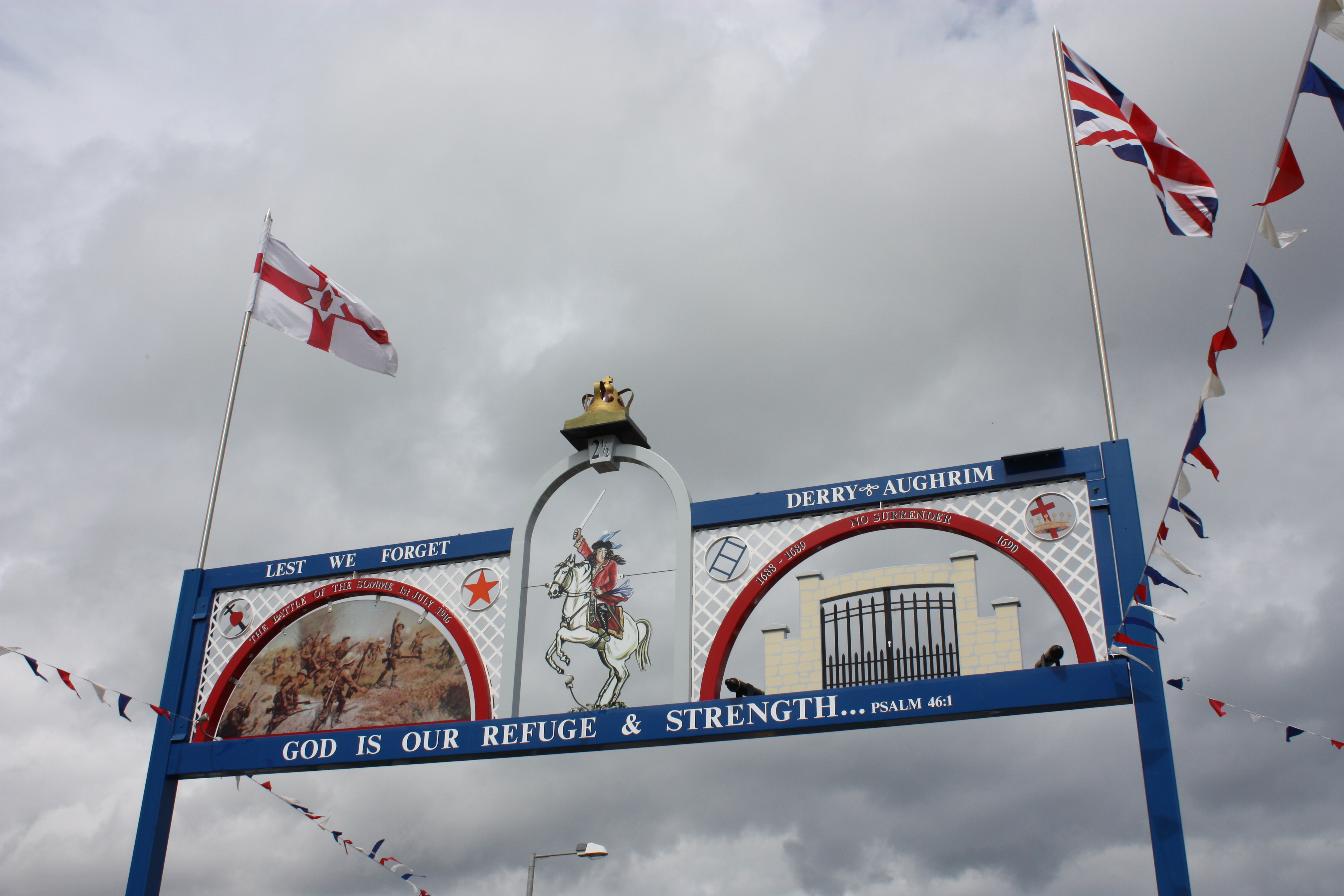
Arc orangiste à Annalong.
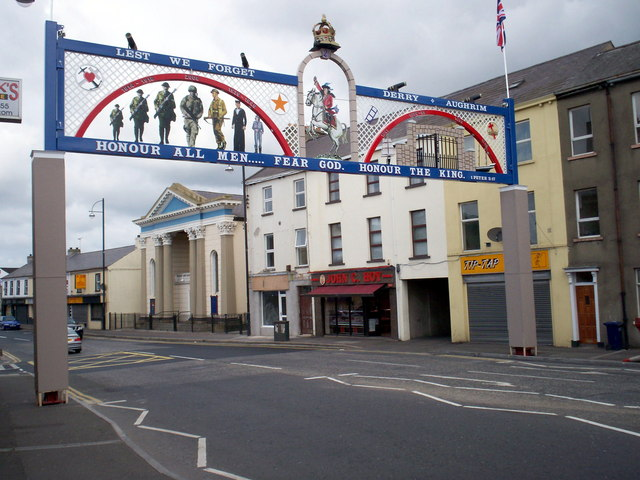
Arc orangiste, Edenderry, Portadown.
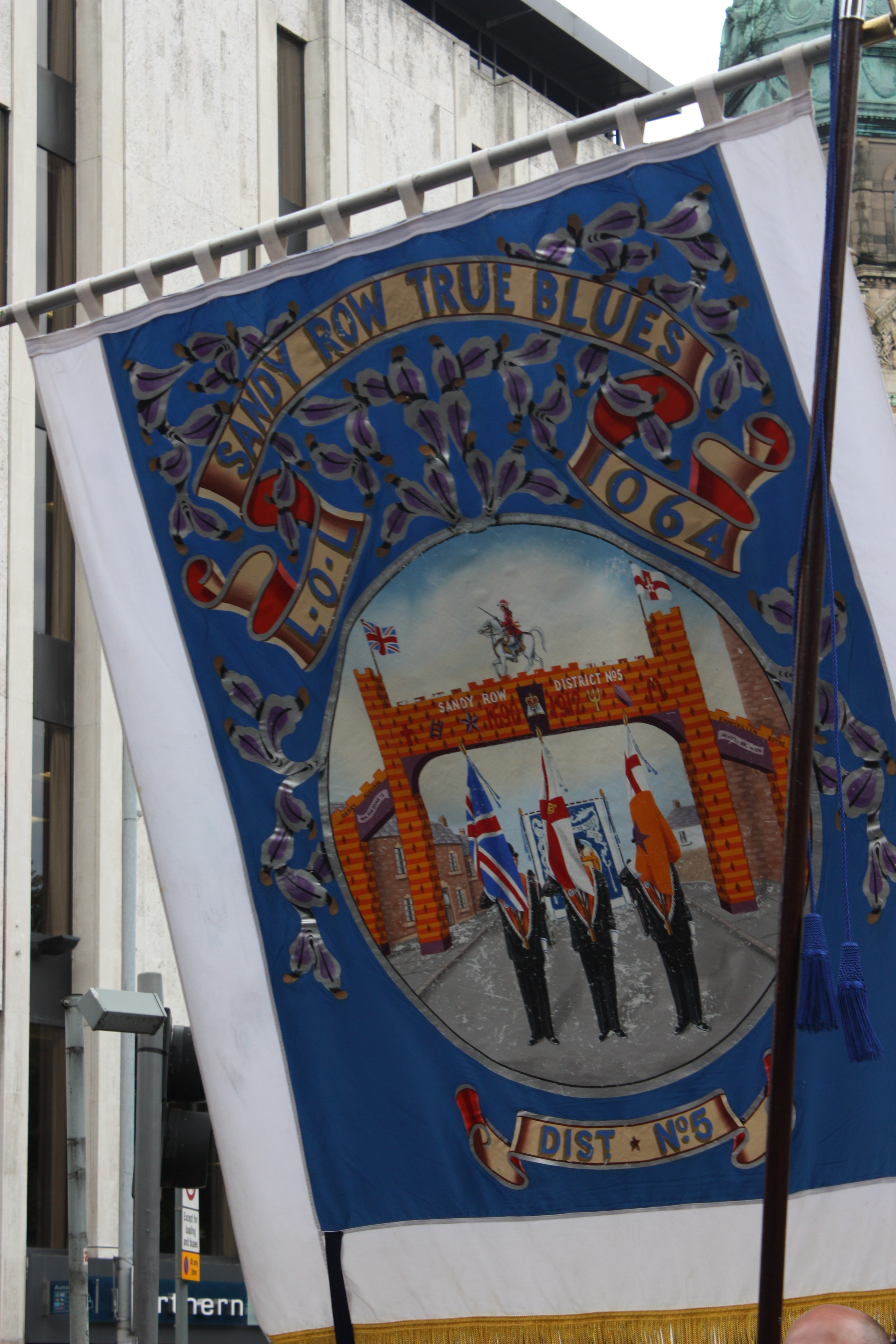
Bannière représentant un arc orangiste, loge de Sandy Row, Belfast.
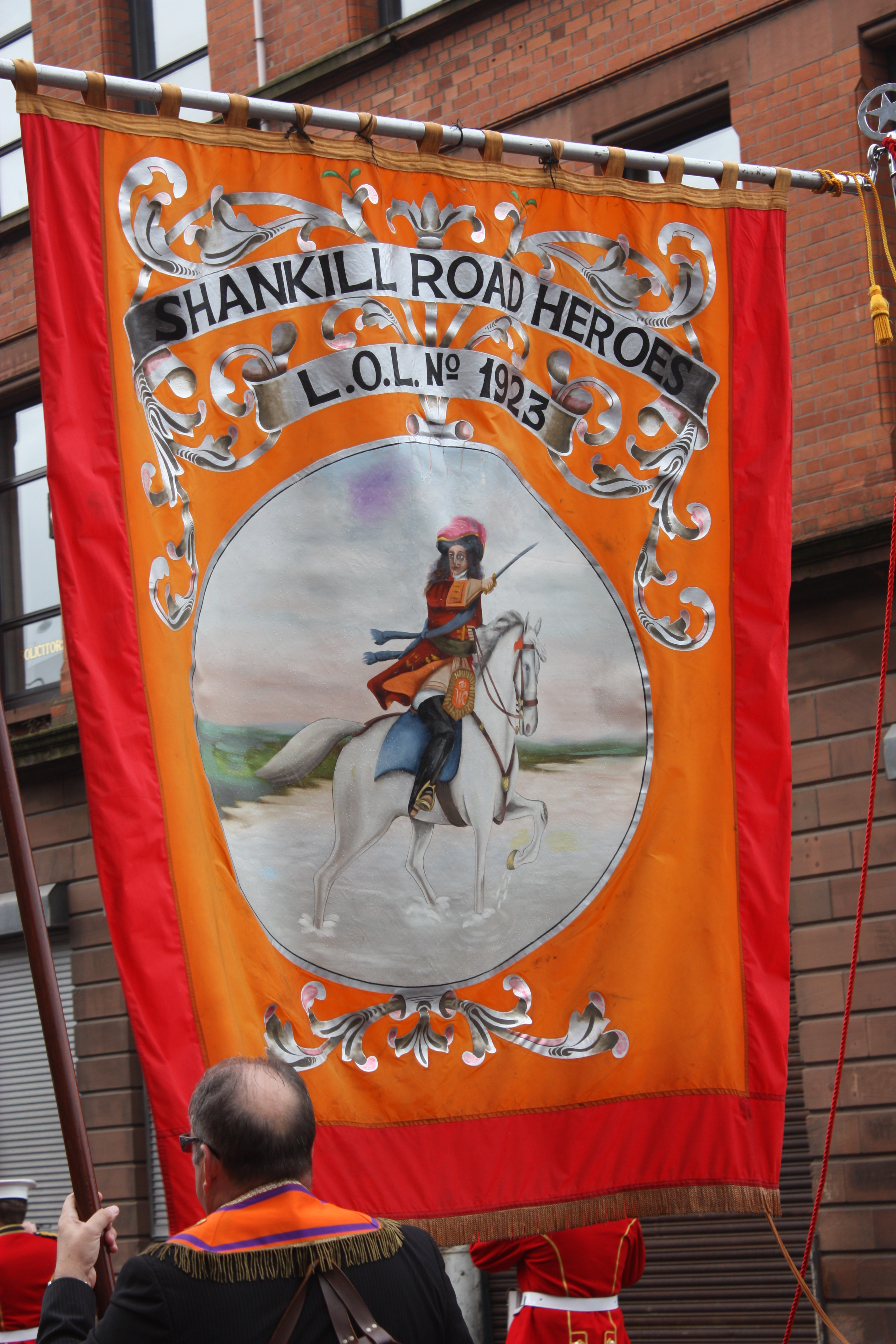
Bannière du « King Billy », Shankill Road, Belfast.
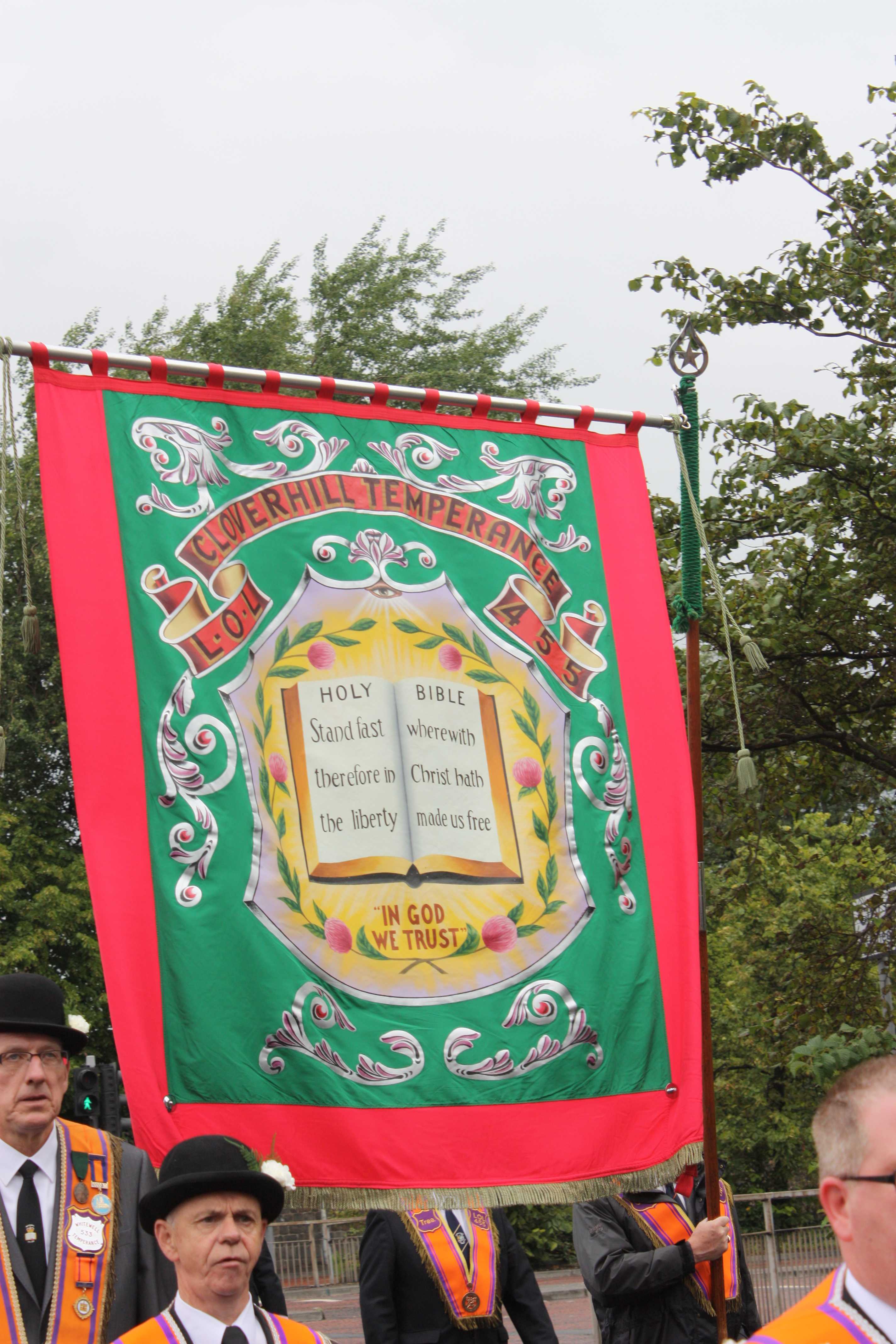
Bannière représentant une Bible, loge de Clover Hill, Belfast.

L'érection d'arcs, pour quelques semaines, fait partie des préparatifs du 12 juillet. Leur fonction est de marquer la division entre territoire protestant et territoire catholique. Befta Loftus indique les « dès le milieu du XIXe siècle […] les arcs orangistes, au lieu d'orner le chemin d'un défilé, furent utilisés pour marquer des limites territoriales ». Ils sont souvent disposés à des points stratégiques, à l'interface de secteurs protestants et catholiques, sorte d'« affirmation de possession territoriale ».
Ces arcs orangistes deviennent le support d'une propagande loyaliste : ils sont couronnés de représentations symboliques, tels l'image de Guillaume III traversant la Boyne à cheval, ou une bible, et certains slogans fétiches, « No Surrender » notamment. Hutchinson envisage que ces arcs contribuent à sacraliser un espace, d'une façon qui inscrit, selon lui, dans le paysage d'Irlande du Nord, « tel un palimpseste, le message de Londonderry ».

#### Les bannières
Belinda Loftus estime que « le symbolisme associé à l'orangisme […] frappe par son caractère fragmentaire et héraldique » : selon elle, « les lois qui le sous-tendent sont celles de la répétition et du modèle, plutôt que de la narration et du développement organique ». Les bannières orangistes représentent un certain nombre d'éléments liés à l'historiographie protestante d'Irlande du Nord : outre la représentation de Guillaume d'Orange déjà évoquée, le portrait de Cromwell, les figures de personnalités locales des loges orangistes, des allusions protestantes décontextualisées, à la bible ou au fondateur du protestantisme, Martin Luther.